# Зоофобии
Зоофобии (от др.-греч. ζῷον — «животное» и φόβος — «страх») — класс специфических фобий, связанных с определёнными видами либо группами животных. Не существует «единой» зоофобии как боязни животных вообще, навязчивый страх и тревога всегда связаны с конкретным видом животных (например, айлурофобия — боязнь кошек), их классом (например, инсектофобия — боязнь насекомых) или группой (агризоофобия — боязнь диких животных).
Зигмунд Фрейд описывал зоофобии, как один из самых распространённых видов неврозов у детей.

## Виды зоофобий
- Авиафобия — (от лат. avis — «птица») — боязнь летящих птиц, частная форма орнитофобии
- Агризоофобия — (от др.-греч. ἄγριος — «дикий») — боязнь диких животных
- Аилурофобия (элурофобия), галеофобия, гатофобия — (от др.-греч. αἴλουρος, γαλέη или γαλῆ, исп. gatta — «кошка», «хорёк», «ласка») — боязнь кошек, котов, и, возможно, других мелких хищных млекопитающих
- Алекторофобия — (от др.-греч. ἀλέκτωρ — «петух») — боязнь кур, цыплят, частная форма орнитофобии
- Апифобия — (от лат. apis — «пчела») — боязнь пчел и ос, частная форма инсектофобии
- Арахнофобия — (от др.-греч. ἀράχνη — «паук») — боязнь пауков
- Бактериофобия, бациллофобия — (от др.-греч. βακτήριον, лат. bacillum — «палочка») — боязнь заражения микробами (от животных)
- Батрахофобия — (от др.-греч. βάτραχος — «лягушка») — боязнь земноводных (s. l.)
- Блаттофобия, блаттоптерофобия — (от blatta или blattoptera — «таракан, таракановые») — боязнь тараканов, частная форма инсектофобии
- Бленнофобия — (от др.-греч. βλέννος — «слизь») — боязнь слизи, животных покрытых слизью или выделяющих её
- Буфонофобия — (от лат. bufo — «жаба») — частная форма батрахофобии, боязнь жаб (s. str.)
- Верминофобия — (от лат. vermis — «червь») — 1. боязнь червей, червеобразных животных; 2. боязнь бактерий, микробов, червей, заразных насекомых
- Веспертилиофобия — (от лат. vespertilio — «летучая мышь») — боязнь летучих мышей
- Гельминтофобия — (от др.-греч. ἕλμινς — «паразитный червь») — боязнь заражения гельминтами
- Герпетофобия — (от др.-греч. ἑρπετόν — «пресмыкающиеся») — боязнь рептилий (s. l.)
- Гиппофобия, эквинофобия — (от др.-греч. ί̔ππος, лат. equus — «лошадь») — боязнь лошадей
- Диптерофобия — (от лат. diptera — «муха») — боязнь мух (возможно и комаров), частная форма инсектофобии
- Дорафобия — (от др.-греч. δορά — «шкура») — боязнь обрасти волосами после прикосновения к шкуре животного, меха или кожи животных
- Земмифобия — (от др.-греч. σεμέλη — «земля», др.-греч. σίφνεύς — «крот») — боязнь крыс (вообще любых, мелких, крысоподобных зверьков — мышей, крыс, кротов и т. п.)
- Изоптерофобия — (от лат. isoptera — «термиты») — боязнь насекомых, поедающих древесину, термитов, частная форма инсектофобии
- Инсектофобия, энтомофобия — (от лат. insecta, др.-греч. ἔντομον — «насекомое») — боязнь насекомых (s. l.)
- Ихтиофобия — (от др.-греч. ἰχθύς — «рыба») — боязнь рыб
- Кинофобия — (от др.-греч. κύων — «собака») — боязнь собак, укуса (бешеной) собаки
- Книдофобия — (от др.-греч. κνίδη — «крапива») — боязнь жалящих насекомых, их укусов, частная форма инсектофобии
- Лютрафобия — (от лат. lutra — «выдра») — боязнь выдр (возможно ондатр, нутрий, водяных крыс)
- Микрофобия — (от др.-греч. μικρός — «малый» [организм, микроб]) — боязнь бактерий (или также мелких беспозвоночных)
- Мирмекофобия — (от др.-греч. μύρμηξ — «муравей») — боязнь муравьев, частная форма инсектофобии
- Моттефобия — (от нем. motte — «мотылёк») — боязнь моли, частная форма инсектофобии
- Мусофобия — (от лат. mus — «мышь») — боязнь мышей
- Орнитофобия — (от др.-греч. ὄρνις — «птица») — боязнь птиц
- Остраконофобия — (от др.-греч. ὄστρᾰκον — «раковина») — боязнь моллюсков
- Офидиофобия — (от др.-греч. ὄφις — «змея») — боязнь змей, частная форма герпетофобии
- Паразитофобия — (от др.-греч. παράσιτος — «нахлебник») — боязнь насекомых-паразитов (клопов, блох, вшей)
- Педикулофобия — (от лат. pediculus — «вошь») — боязнь вшивости, частная форма паразитофобии
- Птеранофобия — (от др.-греч. πτερόν — «перо крыла») — боязнь птичьих перьев, частная форма орнитофобии
- Ранидафобия — (от лат. rana — «лягушка») — частная форма батрахофобии, боязнь лягушек (s. str.)
- Селахофобия — (от др.-греч. σέλᾰχος — «хрящевая рыба») — боязнь акул, частная форма ихтиофобии
- Сифонофорофобия — (от лат. Siphonophora — сифонофоры) — боязнь сифонофор
- Сколецифобия — (от др.-греч. σκώληξ — «червь») — боязнь червей, заразных насекомых, частная форма паразитофобии
- Сцифофобия — (от др.-греч. σκύφος — «чаша», «бокал») — боязнь медуз
- Таурофобия — (от др.-греч. ταῦρος — «бык») — боязнь быков
- Тениофобия  — (от лат. tenuis — «тонкий», др.-греч. ταναός — «вытянутый» [червь]) — боязнь заражения ленточными гельминтами; разновидность нозофобии
- Фтириофобия — (от др.-греч. φθείρ — «лобковая вошь») — боязнь вшивости, частная форма инсектофобии
- Эмихофобия (амихофобия) — (от др.-греч. ἀμυχή — «ссадина, царапина») — боязнь получить царапины и другие мелкие травмы от контакта с животными
- Эхинодермофобия — (от лат. Echinodermata — иглокожие) — боязнь иглокожих, чаще всего морских звёзд и офиур